# Artenschutz

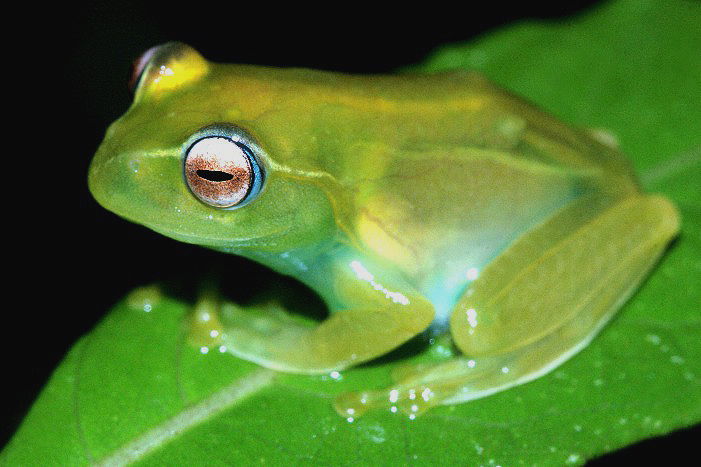
Fast ein Drittel aller Amphibienarten ist vom Aussterben bedroht

Artenschutz (auch Artenerhalt) umfasst den Schutz und die Pflege bestimmter wild lebender Arten durch den Menschen, entweder aufgrund ethischer oder ästhetischer Prinzipien oder aufgrund ökologisch begründeter Erkenntnisse. Hierdurch unterscheidet sich der Artenschutz vom Tierschutz, bei dem Menschen das individuelle Tier um seiner selbst willen schützen wollen. Gegenstand des Artenschutzes sind demgegenüber wildlebende Populationen der von ihm zu schützenden Zielarten. Ist diese Population lebensfähig, sind Tod und Verlust von Individuen hinnehmbar. Artenschutz bezieht sich im Prinzip ausschließlich auf wild lebende Tier- oder Pflanzenarten. Vergleichbare Bemühungen bestehen in der Landwirtschaft auch für selten werdende Nutztierrassen oder alte Obst-, Gemüse- und Getreidesorten. Übergreifendes Ziel ist der Schutz der biologischen Vielfalt (Biodiversität).
Seit 1966 werden Rote Listen gefährdeter Arten erstellt, durch die versucht werden soll, den Grad der Gefährdung von Arten zu beziffern. Artenschutzprogramme zielen auf den Schutz meist einer einzelnen gefährdeten bzw. vom Aussterben bedrohten Art ab.
Artenschutz ist Teil des Naturschutzes. Dieser befasst sich neben dem Schutz von Populationen einzelner Arten auch besonders mit dem Schutz ganzer Lebensräume (Biotope, Ökotope). Man spricht auch vom Biotopschutz (Lebensraumschutz). (Direkter) Artenschutz und Biotopschutz gleichermaßen sollen das Artensterben verhindern oder verlangsamen.

## Motivation
Die Begründung für den Artenschutz ist letztlich ein Problem der Naturethik und der Umweltethik. Zu unterscheiden ist einerseits eine am Menschen orientierte, letztlich auf Nützlichkeitserwägungen beruhende Argumentation, für die das Vorhandensein von Arten für den Menschen direkt nützlich ist, etwa zur Bereitstellung von Ökosystemdienstleistungen. So wird etwa argumentiert, Wildbienen müssten geschützt werden, da ihre Funktion als Bestäuber einen hohen Wert für die landwirtschaftliche Produktion besitzt (siehe auch Bienensterben). Dies ist die Position des Anthropozentrismus. Andererseits gibt es Begründungen, die den Arten, als Teil der Natur, einen eigenständigen (intrinsischen) Wert zuschreiben, ob sie im Einzelnen für den Menschen nützlich sind oder nicht. Diese Haltung wird als Physiozentrismus zusammengefasst. Meist wird bei der Begründung nicht scharf zwischen beiden Ansätzen unterschieden. Der Ethiker Konrad Ott unterscheidet zwischen verschiedenen Begründungsebenen: Auf die umweltethische (Letzt-)Begründung auf der obersten Ebene folgen, daraus abgeleitete, rechtliche Normen, die in Leitlinien handhabbar gemacht werden. Daraus folgen dann naturschutzfachliche Handlungskonzepte, die zu regionalen Leitbildern und letztlich zu konkreten, lokalen Maßnahmen führen. Eine Vermischung der Begründungsebenen führt zu Konfusion.
Artenschutz wird heute auf wissenschaftlicher Basis, auf Grundlage ökologischer Erkenntnisse über die Autökologie der jeweils zu schützenden Arten und ihrer Habitate, durchgeführt. Er ist aber, wie alle ethischen Fragen, letztlich nicht naturwissenschaftlich begründbar (vgl. Naturalistischer Fehlschluss). Die Festlegung von Zielen und Prioritäten des Artenschutzes ist immer auch das Ergebnis politischer und gesellschaftlicher Entscheidungen, die ihren eigenen Normen folgen.
Der Erhaltung besonders attraktiver seltener Arten ist außerdem eine ästhetische Motivation des Artenschutzes. Häufig wird versucht, den Schutz bedrohter Lebensräume durch den Schutz besonders attraktiver oder emotional berührender Arten anschaulicher zu machen. In der Fachdiskussion werden unterschieden:
- Flaggschiffarten. Besonders charismatische und berühmte Arten, wie zum Beispiel der Große Panda als Symbolart des Verbands WWF (World Wide Fund For Nature).
- Schlüsselarten (manchmal als „Ökosystem-Ingenieure“ bezeichnet). Einzelarten, die für die Funktion oder Erhaltung ganzer Ökosysteme besondere Bedeutung besitzen. Ein Beispiel wäre der Afrikanische Elefant, der für die Erhaltung der Baumsavannen Ostafrikas wesentliche Bedeutung besitzt.
- Schirmarten (vom englischen „umbrella species“, abgeleitet von engl. umbrella: Regenschirm). Durch den Schutz einer attraktiven Art sollen wie durch einen Regenschirm weitere Arten mitgeschützt werden. So ist es leichter, Naturschutzmittel für den Schutz des Berggorillas zu mobilisieren als für den direkten Erhalt der Bergregenwälder Ostafrikas, von denen das Überleben nicht nur dieser, sondern zahlreicher weiterer, weniger bekannter Arten abhängt.
- Zielarten sind Arten, die in ihren Lebensraumansprüchen repräsentativ für zahlreiche weitere Arten sind. Durch die Konzentration auf Zielarten sind die Maßnahmen leichter handhabbar und die Erfolge leichter messbar, als wenn zahllose Einzelarten angesprochen werden sollen. So steht der Eremit, eine nach der FFH-Richtlinie der EU streng geschützte Käferart, repräsentativ für die zahlreichen Arten, die auf Totholz als Lebensraum angewiesen sind. Verwandt sind die
- Indikatorarten. Diese Arten zeigen durch ihr Vorkommen den Zustand zahlreicher, nur schwer direkt messbarer Umweltparameter und damit den Wert eines Lebensraums an. So ist der Dreieckstrudelwurm (Dugesia gonocephala) eine Indikatorart für Fließgewässer mit keiner, oder nur geringer, Gewässerverschmutzung.

Die Erhaltung der Artenvielfalt als eines der Elemente der Biodiversität ist ein seit den 90er Jahren stark an Interesse gewinnendes Argument für den Artenschutz. Dies kann man auf der Ebene der Molekulargenetik (genetische Vielfalt), der Populationen und Metapopulationen auf Artebene und der Ebene der Lebensgemeinschaften betrachten. Der Aspekt Erholung und Heimatschutz spielt für den Artenschutz traditionell ebenso eine Rolle.

## Populationsschutz
Der Schutz von Populationen ausgewählter Arten ist ein wichtiges Werkzeug des Artenschutzes. Methoden des Populationsschutzes sind neben dem direkten Schutz von Individuen bedrohter Arten und von deren Lebensräumen auch die Bestandsstützung durch spezielle Erhaltungszuchtprogramme und die Wiederansiedlung, wie zum Beispiel beim Przewalski-Pferd in der Mongolei oder beim Luchs im Harz. Schutz von Populationen bedeutet nicht in jedem Falle, dass auch jedes Individuum geschützt werden muss, sondern die Population als solche soll erhalten oder in ihrer Entwicklung gefördert werden.

## Artenschutz in Deutschland

### Geschichte in Deutschland

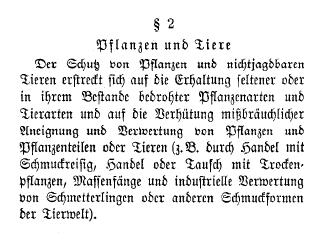
§ 2 Reichsnaturschutzgesetz von 1935

Der Schutz vom Aussterben bedrohter Tiere, besonders emotional positiv besetzter Vogelarten, stand am Beginn der Entwicklung zum Artenschutz. Einer der ältesten Vereine ist der Deutsche Bund für Vogelschutz, der 1899 von der Industriellengattin Lina Hähnle gegründet wurde. Später entschied man, dass es notwendig sei, auch Pflanzen vor der Ausrottung zu bewahren. 1910 wurde der „Pflanzenschonbezirk Berchtesgadener Alpen“ eingerichtet. Der Begriff Artenschutz wurde nach bisherigem Kenntnisstand zum ersten Mal 1912 von Otto Rudorff angewandt. Der Jurist berichtete von der vierten Konferenz für Naturdenkmalpflege in Preußen vom 9. Dezember 1911, auf der rechtliche Regelungen zum Naturschutz diskutiert worden waren. Der Begriff wurde auch hier und da in der Weimarer Republik verwendet, er etablierte sich allerdings erst in der Zeit des Nationalsozialismus innerhalb des behördlichen Apparates, der für Naturschutz zuständig war. Der Schutz von Tieren und Pflanzen wurde nun als Artenschutz bezeichnet. Biotop- oder Ökotopschutz konzentriert sich in der Regel nicht auf einzelne Tier- oder Pflanzenarten. Einzelne dort vorkommende und vom Aussterben bedrohte Arten spielen aber häufig in der öffentlichen Diskussion bzw. der rechtlichen Argumentation eine wichtige Rolle. 1976 trat das Bundesnaturschutzgesetz in Kraft.

### Situation und Diskussion in Deutschland
Zum Internationalen Tag des Artenschutzes 2012 legte der NABU eine aktuelle Analyse des Zustandes des Natur- und Artenschutzes in Deutschland vor. Darin stellte er schützenswerte Vogelarten und seltene Lebensräume vor und nannte das Ergebnis „beschämend“. Er kritisierte, dass allein durch Gesetze und die Ausweisung von Schutzgebieten keine Arten und Lebensräume gerettet würden. Es brauche vor allem die Finanzierung der Arbeit für die Erhaltung der biologischen Vielfalt, sonst sei das akute Artensterben nicht zu stoppen. Erfolge seien etwa bei Fischotter, Biber, Uhu, Kranich oder Wolf zu verzeichnen. Insgesamt sei der Trend aber negativ: der Große Brachvogel, der Kiebitz und das Rebhuhn drohen zu verschwinden.

### Geschützte Arten in Deutschland
Rechtsgrundlage für den Artenschutz in Deutschland ist das Bundesnaturschutzgesetz (BNatSchG). Das Gesetz kennt für Tier- und Pflanzenarten zwei Schutzstufen:
- besonders geschützte Art (§ 7 Abs. 2 Nr. 13 BNatSchG)
- streng geschützte Art (§ 7 Abs. 2 Nr. 14)

Die Schutzkategorien bauen aufeinander auf. Alle streng geschützten Arten sind außerdem auch besonders geschützt.

#### Festlegung der geschützten Arten

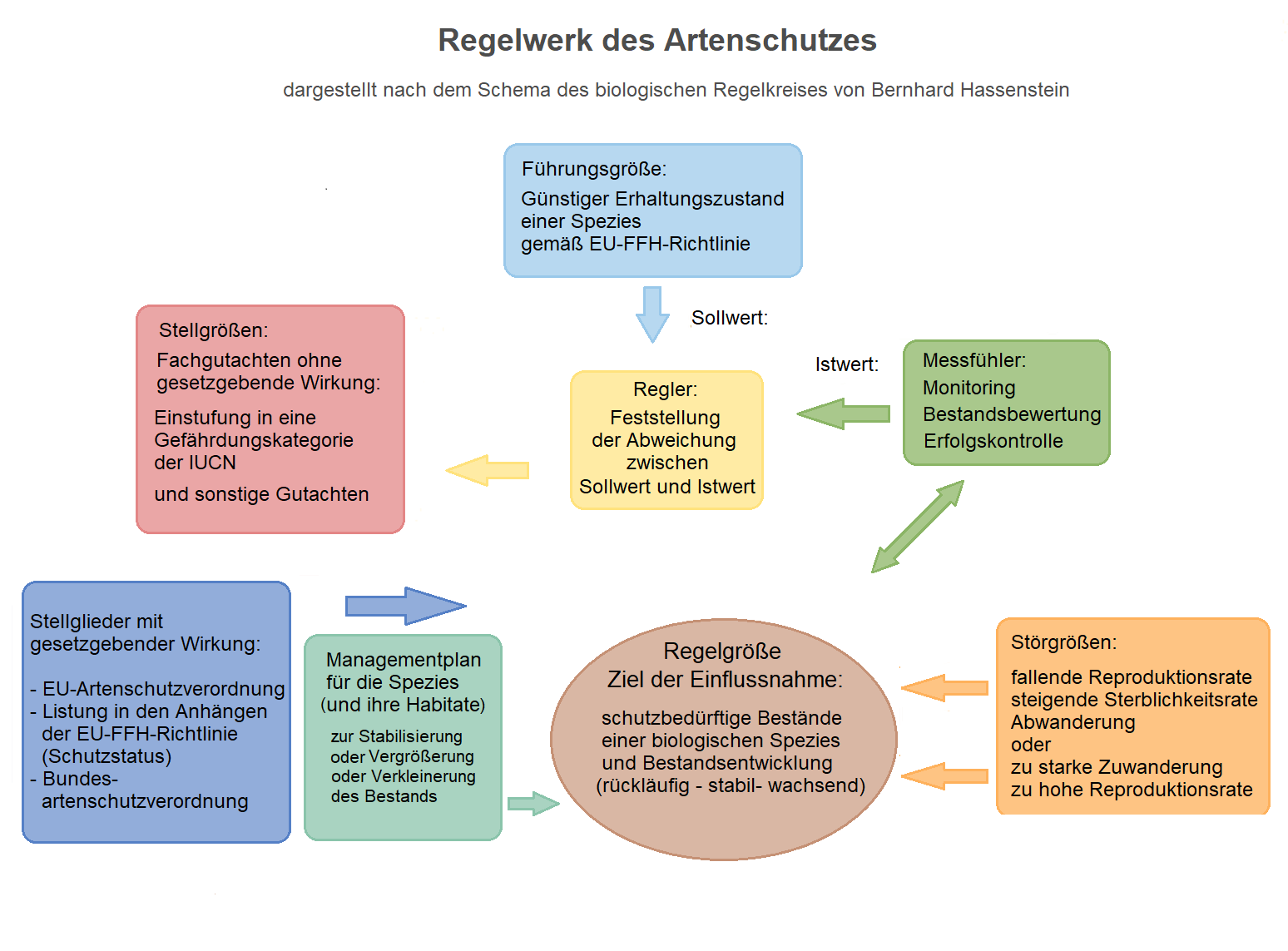
Regelwerk des Artenschutzes dargestellt als Regelkreis nach dem Modell von Bernhard Hassenstein

Streng bzw. besonders geschützte Arten werden auf verschiedenen Wegen festgelegt. Die Rechtsgrundlage des Schutzstatus hat dabei auch Auswirkungen auf Inhalt und Umfang des Schutzes. Dies liegt daran, dass wesentliche Grundlagen des Artenschutzes auf internationalen Abkommen basieren, die neben den nationalen Regelungen auch unmittelbare Bindungswirkung besitzen. Der Schutzstatus beruht zurzeit auf folgenden Grundlagen:
- Bundesartenschutzverordnung. Anlage 1 der Verordnung enthält eine Liste von Arten mit Angabe des Schutzstatus.
- FFH-Richtlinie der Europäischen Union. Direkt geschützt sind dabei aber ausschließlich die Arten des Anhang IV. Alle hier aufgeführten Arten sind streng geschützt. Eine Auflistung in einem der anderen Anhänge der Richtlinie verpflichtet lediglich Politik und Verwaltung zum Handeln, begründet aber keine direkte Schutzwirkung.
- Vogelschutzrichtlinie der Europäischen Union. Alle in Europa wild lebenden Vogelarten sind in Deutschland besonders geschützte Arten.
- EU-Artenschutzverordnung (EG-Verordnung Nr. 338/97). Durch diese Verordnung wird das Washingtoner Artenschutzübereinkommen (Convention on International Trade in Endangered Species, CITES) in europäisches und nationales Recht umgesetzt. Zu beachten ist, dass das CITES-Abkommen keine unmittelbare Bindungswirkung besitzt, d. h. Änderungen erlangen erst dann Rechtskraft, wenn sie in die EU-Artenschutzverordnung übernommen werden.

Andere Rechtsgrundlagen für geschützte Arten gibt es zurzeit keine, d. h. keine der nicht in einer der o. g. Listen aufgeführten Arten ist in Deutschland gesetzlich geschützte Art (Tier- und Pflanzenarten unterliegen allerdings daneben zahlreichen weiteren Rechtsvorschriften, zum Beispiel dem Bundesjagdgesetz). In den Listen sind neben einzelnen Arten zum Teil auch höherrangige Gruppen wie Gattungen und Familien pauschal geschützt; das bedeutet, alle dazugehörigen Arten sind automatisch gesetzlich geschützt. Eine Übersicht über den gesetzlichen Schutzstatus bietet z. B. die Datenbank WISIA des Bundesamts für Naturschutz.
Ein weit verbreitetes Missverständnis besteht bei Arten, die in der Roten Liste gefährdeter Arten geführt werden. Die Einstufung in eine Gefährdungskategorie beruht lediglich auf einem Fachgutachten zur Gefährdungssituation. Ein gesetzlicher Schutz resultiert daraus nicht.

#### Auswirkungen und Artenschutzprüfung
Für alle besonders bzw. streng geschützten Arten gelten die Bestimmungen des Kapitels 5 des Bundesnaturschutzgesetzes. Wichtigste Vorschrift für den Artenschutz ist der § 44 BNatSchG. So gilt für alle besonders geschützten Arten ein Tötungsverbot, streng geschützte Arten dürfen darüber hinaus nicht einmal „erheblich gestört“ werden. Außerdem dürfen die besonders geschützten Arten ohne besondere Berechtigung nicht in Besitz genommen, gehandelt oder kommerziell zur Schau gestellt werden; dies gilt auch für Teile oder Produkte daraus. Ggf. muss der Besitzer seine Berechtigung nachweisen (§ 46 BNatSchG). Für die Ein- und Ausfuhr von aufgrund des Washingtoner Artenschutzübereinkommens geschützter Arten ist ein besonderes Dokument („CITES-Dokument“) erforderlich.
Diese Schutzbestimmungen gelten im Wesentlichen für direkte Tötung oder Verfolgung. Wird eine geschützte Art aufgrund menschlichen Wirtschaftens geschädigt, gelten hingegen eine Reihe von Ausnahmen. So erstreckt sich der gesetzliche Artenschutz im Regelfall nicht auf Tötung oder Störung von Tier- und Pflanzenarten aufgrund land-, forst- und fischereilicher Nutzung (sofern die „gute fachliche Praxis“ gewahrt worden ist). Für ausschließlich national besonders geschützte Arten (d. h. diejenigen, die auf Grundlage der Bundesartenschutzverordnung besonders geschützt sind) besteht auch kein herausgehobener Schutz bei Schädigungen aufgrund eines „Eingriffs“, zum Beispiel eines Bauvorhabens. Für die verbleibenden Arten muss der Vorhabenträger ggf. durch eine Artenschutzprüfung nachweisen, dass er nicht gegen die Schutzbestimmungen verstößt.
Die Artenschutzprüfung untersucht das Ausmaß der Beeinträchtigung von Tier- und Pflanzenarten durch eine konkrete Planungsmaßnahme, z. B. im Rahmen einer Umweltverträglichkeitsprüfung. Hierbei werden insbesondere die besonders und streng geschützten Tier- und Pflanzenarten betrachtet. Anwendung findet die Artenschutzprüfung u. a. bei Bauvorhaben im Bereich des Verkehrswegebaus und bei Erschließung neuer Baugebiete. Artenschutzprüfungen haben seit Ende der 1990er Jahre in Deutschland stark an Bedeutung zugenommen, weil die Bundesrepublik in internationalen Abkommen einige rechtlich bindende Selbstverpflichtungen eingegangen war, die vorher einige Zeit lang schlicht nicht beachtet worden waren. Gerichtsurteile, die geplante Bauvorhaben wie z. B. den Neubau einer Autobahn untersagt haben, weil die Belange des Artenschutzes unzureichend berücksichtigt worden waren, motivierten den Gesetzgeber schließlich, das Artenschutzrecht erheblich zu verschärfen. Dieses neue Recht kommt aber nur einigen wenigen Arten zugute, die in den entsprechenden Abkommen aufgeführt sind, darunter besonders vielen Vogelarten (aufgrund der europäischen Vogelschutzrichtlinie). Artenschutzprüfungen sind seit der Novelle des Bundesnaturschutzgesetzes, insbesondere nach Maßgabe des § 44 Absatz 1 Bundesnaturschutzgesetz (sog. Zugriffsverbote) für alle Bauvorhaben Standard. So werden die artenschutzrechtlichen Belange z. B. im Rahmen der Aufstellung, Änderung und Aufhebung von Bebauungsplänen seitens der zuständigen Untere Naturschutzbehörden geprüft.

## Internationaler Artenschutz

### Internationale Bestimmungen zum Artenschutz
Auf internationaler Ebene gibt es gleich eine ganze Reihe von Programmen, um den Artenschutz zu fördern. Einige Beispiele dafür sind:
- Berner Konvention („Übereinkommen über die Erhaltung der europäischen wildlebenden Pflanzen und Tiere und ihrer natürlichen Lebensräume, SEV Nr. 104“): Bund zwischen 51 Staaten mit dem Ziel der Erhaltung von wildlebenden Pflanzen und Tieren und ihren natürlichen Lebensräumen in Europa.[9]
  - Smaragd-Netzwerk: Die Ausweisungen der „Smaragd-Gebiete“, auch als „Areas of Special Conservation Interest“ bezeichnet (ASCI, „Gebiete mit besonderem Schutzinteresse“), erfolgen aufgrund der 1989 verabschiedeten Resolution Nr. 1 (1989) sowie der Empfehlung Nr. 16 (1989) des Ständigen Ausschusses der Berner Konvention.
- Bonner Konvention (Convention on the Conservation of Migratory Species of Wild Animals (CMS)): Übereinkommen von derzeit 116 Vertragsparteien weltweit für die Erhaltung wandernder wild lebender Tiere.[10]
- UN-Konvention zur Biodiversität (Convention on Biological Diversity):[11] Für den Schutz, das Management oder die Wiederherstellung von Arten, Genen und Lebensräumen; trat im Oktober 2014 in Kraft.[12] (Siehe auch „Aichi-Ziele“)
- Washingtoner Artenschutzübereinkommen: Zur Kontrolle des internationalen Handels mit Wildtieren und Pflanzen mit dem Ziel, gefährdete Arten vor dem Aussterben zu bewahren,[13] mit 2013 der Ausrufung des „Internationalen Tag des Artenschutzes“, der seit 2014 am 3. März des Jahres weltweit begangen wird.[14]